# Wittow

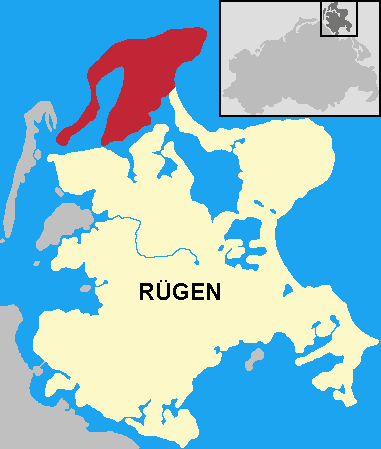
Wittow met in het westen het schiereiland Bug

Wittow is een schiereiland aan de Duitse Oostzeekust en het noordelijkste gedeelte van het eiland Rügen. Het wordt via de schoorwal de Schaabe verbonden met het schiereiland Jasmund, dat op zijn beurt verbonden is met de hoofdmoot van Rügen. De Große Jasmunder Bodden en de Rassower Strom scheidt Wittow van de rest van Rügen, terwijl de Vitter Bodden het scheidt van het eiland Hiddensee. Tot Wittow behoort ook het schiereiland Bug, een smalle, 8 km lange strandhaak, die door de Wieker Bodden wordt gescheiden van de rest van Wittow. 
Op Wittow liggen vijf gemeenten: Dranske, Altenkirchen, Wiek, Breege en Putgarten, die eind 2020 gezamenlijk 3.869 inwoners telden. Als onderdeel van het amt Nord-Rügen worden ze bestuurd vanuit Sagard op Jasmund.
Tot 1892 vormde Wittow een afzonderlijk eiland. De 12 km lange Schaabe, die tot dan toe een onderdeel van Wittow had gevormd, werd in dat jaar kunstmatig verbonden met Jasmund. De verbinding tussen de Oostzee en de Große Jasmunder Bodden was in de voorafgaande eeuwen al sterk onderhevig geweest aan verlanding.
De noordoostpunt van Wittow is de Kaap Arkona, een 45 m hoge krijtrots. Van toeristisch belang is ook het lange zandstrand van Juliusruh aan de oostkant van Wittow, nabij de toegang via de Schaabe. Behalve via de Schaabe is Wittow ook toegankelijk door middel van een veerdienst over de Rassower Strom, die de gemeenten Wiek en Trent met elkaar verbindt. 

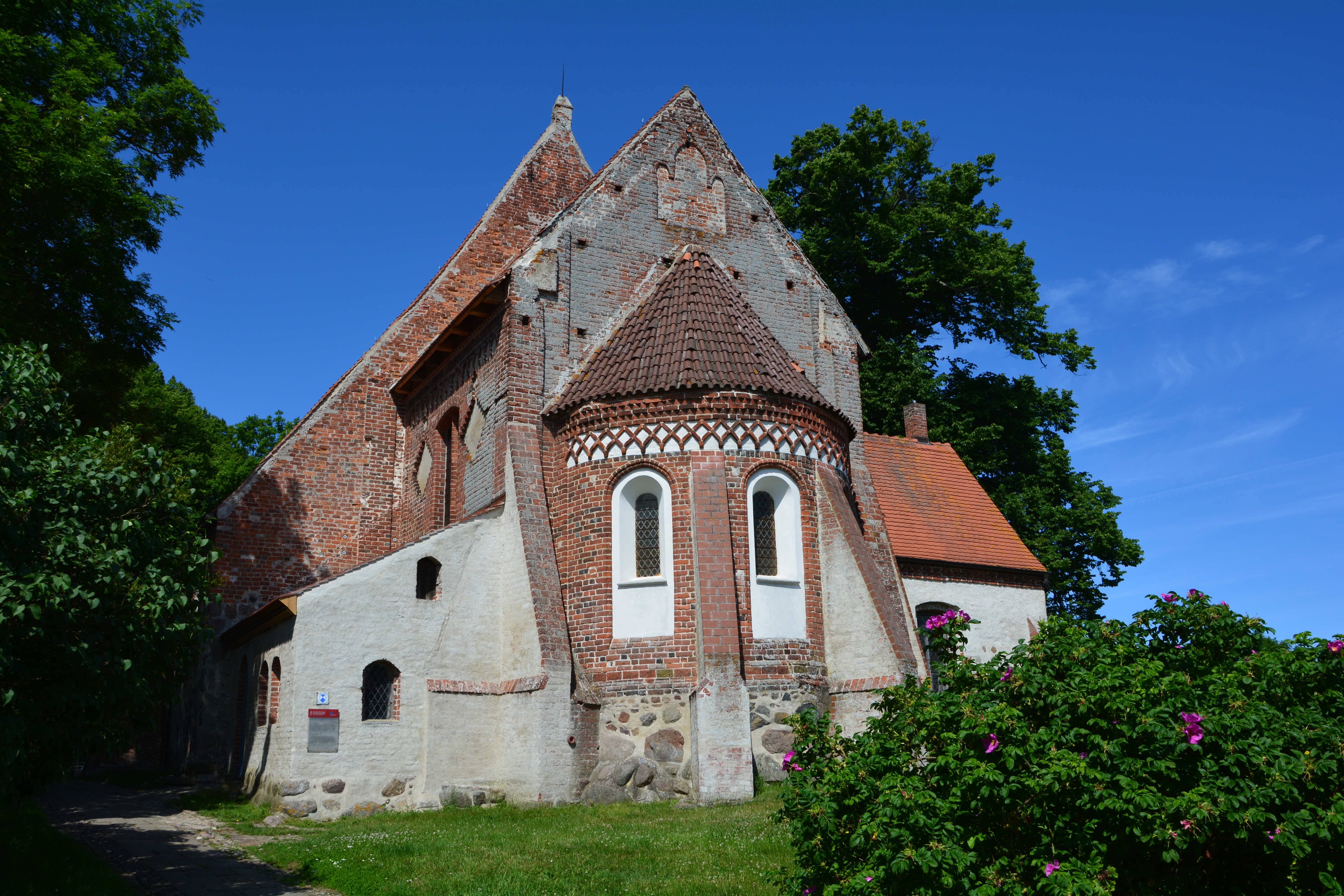
De kerk van Altenkirchen

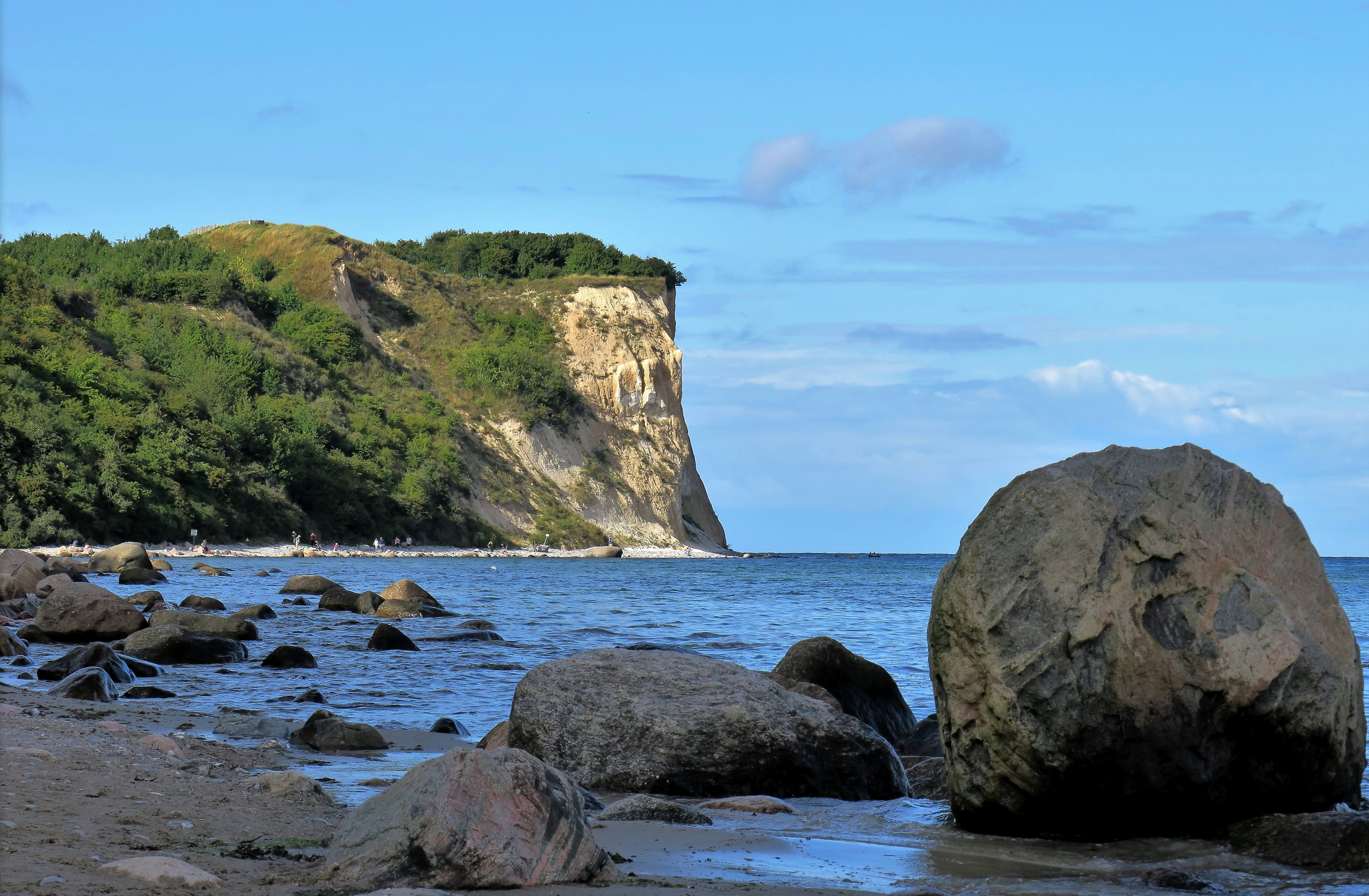
Kaap Arkona

Van cultuurhistorisch belang zijn de middeleeuwse kerken van Altenkirchen en Wiek: de kerk van Altenkirchen is een van de oudste van Rügen en de St. Georg in Wiek een van de grootste hallenkerken.